# انگلیسی‌گرایی

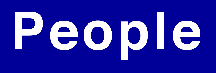
نمونه‌ای از انگلیسیسم: مردم، مخفف افراد مشهور "سلبریتی‌ها"، در سال ۱۹۹۷ فراگیر شد.

انگلیسی‌گرایی، انگلیسی‌مآبی یا آنگلیسیسم (به فرانسوی: Anglicisme) وام‌گیری از زبان انگلیسی در زبانی دیگر است. انگلیسی‌گرایی ممکن است به دلیل به کارگیری واژه‌های انگلیسی با وجود واژهٔ هم‌ارز یا برگردان واژه به واژه به وجود آید.
انگلیسی‌گرایی ممکن است به دلیل به کارگیری واژگان زبان انگلیسی یا ساختارهای آن زبان به وجود آید.

## نمونه‌ها

### در گفتار روزمره
- یه مِسِج تو پِیجِتون گذاشتم ولی هنوز سین نشده. (یه پیام تو صفحتون گذاشتم ولی هنوز دیده نشده.)

### در نوشتار
در سال‌های اخیر به ویژه با گسترش نفوذ کامپیوتر و اینترنت، به جای نشانه‌گذاری‌های زبان فارسی از نشانه‌گذاری‌های زبان انگلیسی استفاده می‌شود. برای نمونه گیومهٔ انگلیسی ("") به جای گیومهٔ فارسی («») به کار گرفته می‌شود.

## در دیگر زبان‌ها

### زبان فرانسوی
فرانسوی انگلیسی (Franglais) د‌ر زبان فرانسوی میان وام‌واژههایی که در زبان استوار شده‌اند با انگلیسی‌گرایی و ساختارهایی که نادرست انگاشته می‌شوند، تفاوت قائل می‌شوند. دولت‌های فرانسه و کبک کوشش زیادی برای نبرد با انگلیسی‌گرایی انجام می‌دهند و موفقیت‌هایی نیز داشته‌اند. اما باید توجه داشت که شرایط فرانسوی اروپایی با فرانسوی کبکی متفاوت است چرا که در کبک مجاورت بسیار درازمدتی با زبان انگلیسی وجود داشته اما در اروپا شرایط به گونهٔ دیگر است و در دهه‌های اخیر به دلیل افزایش نفوذ زبان انگلیسی و نیز کاربرد آن در دانش و فناوری، واژه‌های جدید وارد فرانسوی شده‌اند.